# فرانثيسكو ساباتيني
فرانسيسكو ساباتيني (بالإيطالية: Francesco Sabatini)‏ هو مهندس معماري إيطالي، ولد في 1721 في باليرمو في إيطاليا، وتوفي في 19 فبراير 1797 في مدريد في إسبانيا.